# Iglesia de San Esteban (Beit Jimal)
La Iglesia de San Esteban (en hebreo: כנסיית סנט סטפן; en latín: Ecclesia S. Stephani) es el nombre que recibe un edificio religioso que pertenece a la Iglesia Católica y que forma parte del complejo de Beit Jimal un monasterio católico dirigido por monjes salesianos cerca de Beit Shemesh en el actual Israel.
La iglesia dedicada a San Esteban está bajo la jurisdicción del patriarcado latino de Jerusalén (Patriarchatus Hierosolymitanus Latinorum) que fue establecido en su forma moderna en 1847 por el papa Pio IX. Fue construida en 1930 sobre las ruinas de una iglesia bizantina del siglo V que fue descubierta en 1916.
Debe su nombre al primer mártir cristiano que fue apedreado hasta la muerte en Jerusalén en 34-35 DC (Hechos 6-7) y fue enterrado en la aldea de Kefar Gamala.
Uno de sus vitrales tiene la inscripción en latín "Crucifixus etiam pro nobis sub Pontio Pilato" que quiere decir "Fue crucificado también por nosotros bajo Poncio Pilato". En el techo a su vez esta otra inscripción que dice "Pater dimitte illis" que quiere decir: "Padre, perdónalos".

## Galería

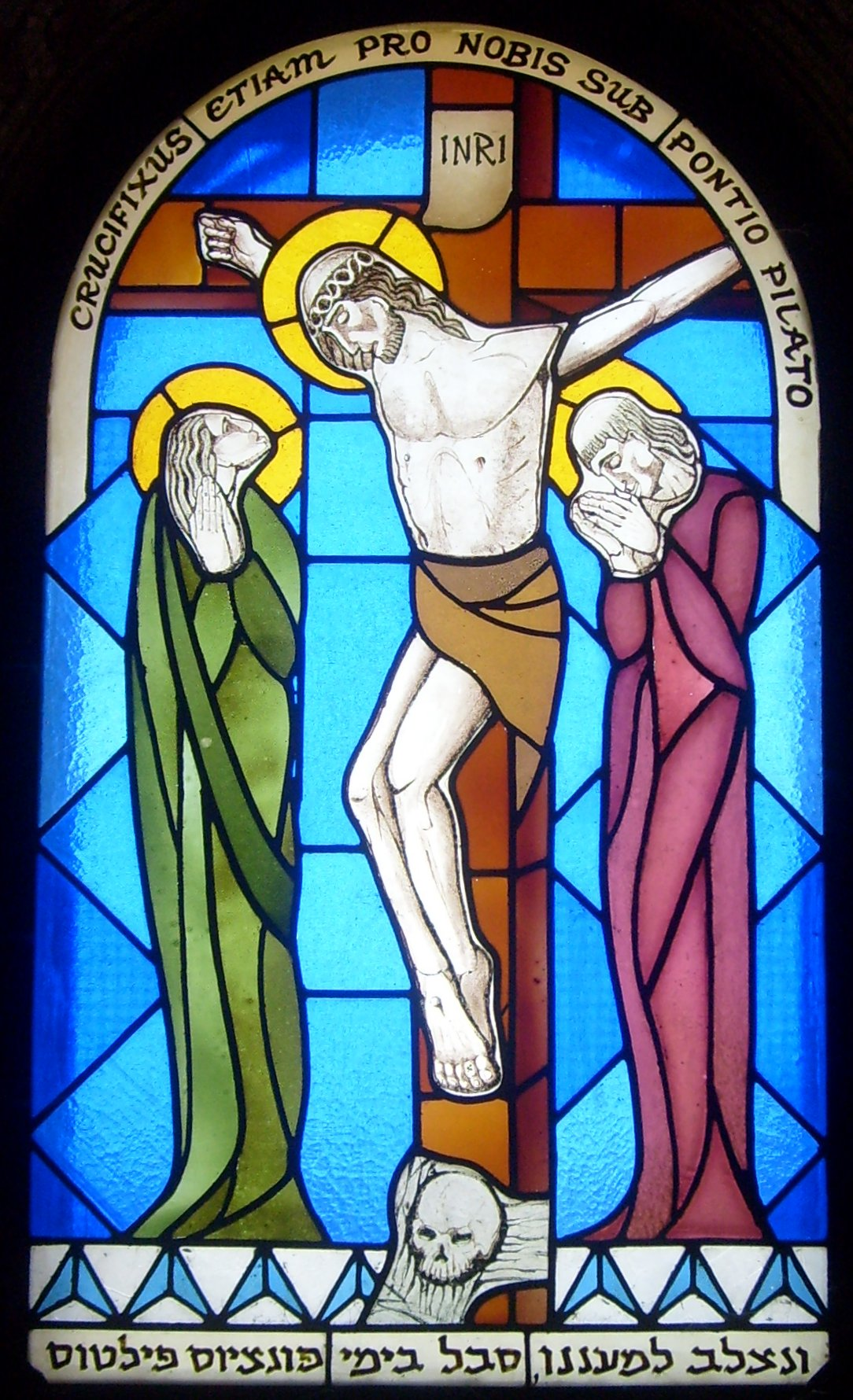
Uno de los vitrales con la inscripción en latín
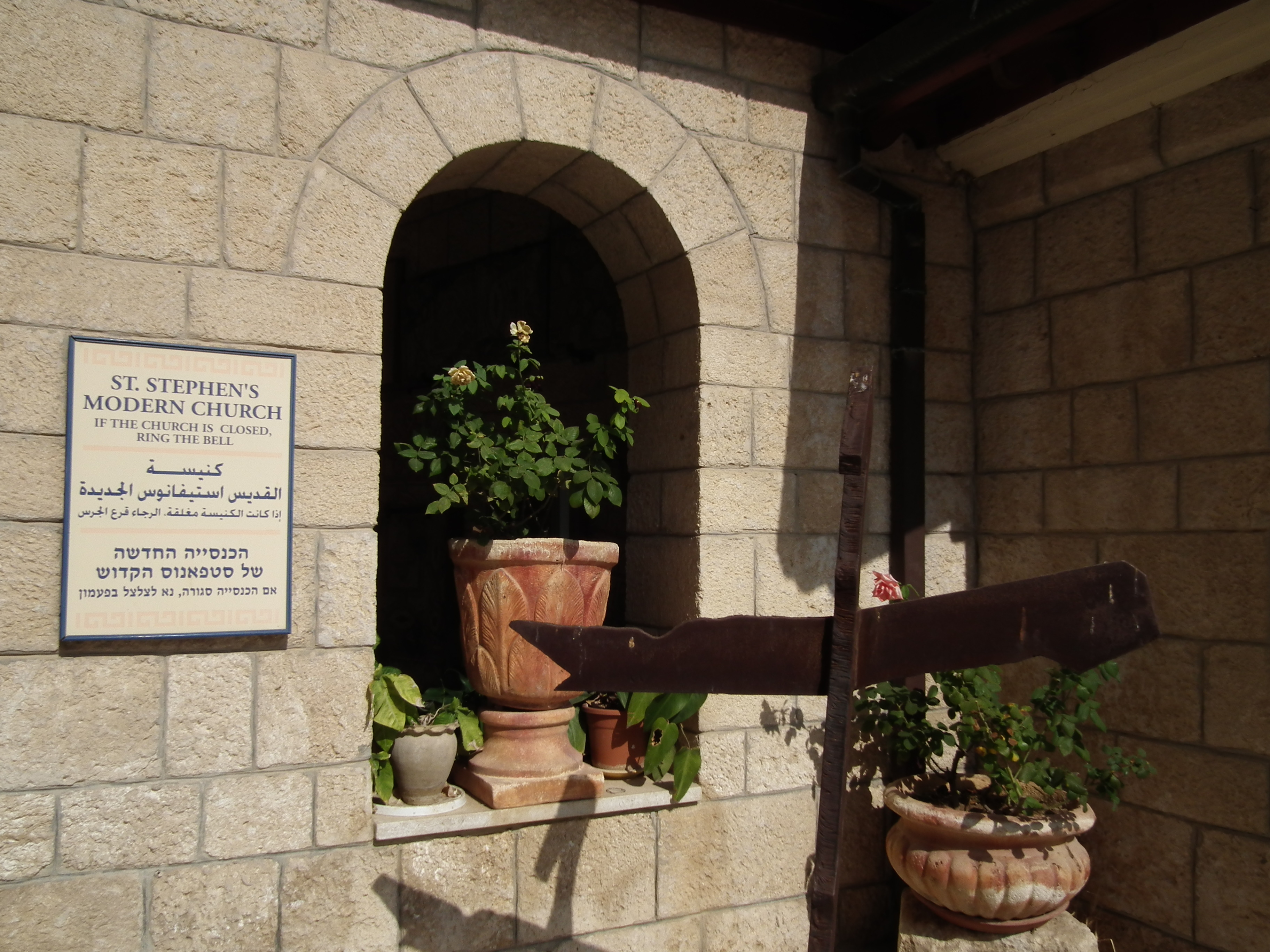
Descripción de la Iglesia en inglés, hebreo y árabe
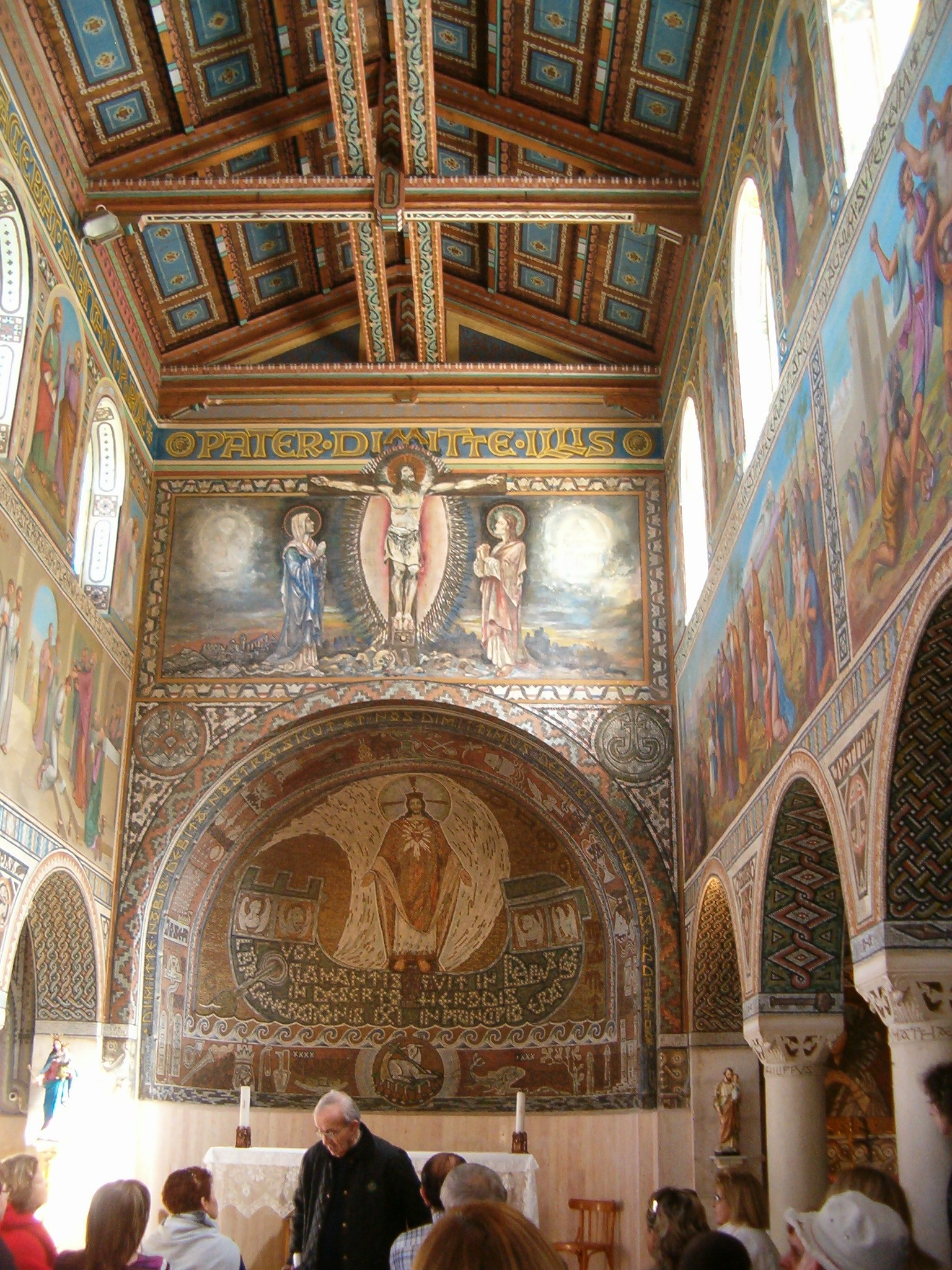
Inscripción en latín en el techo.
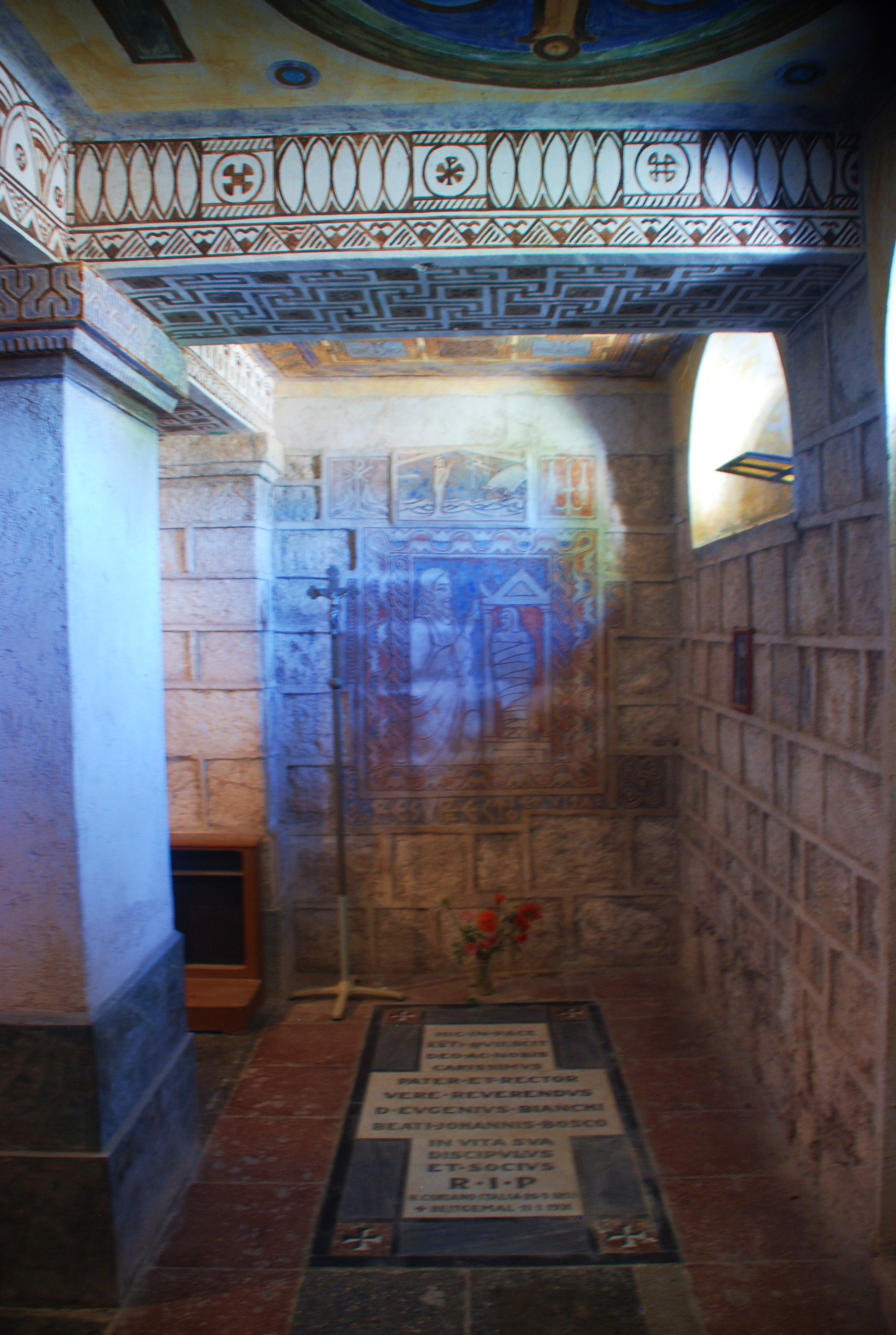
Una de las tumbas en el templo